# Nélson Filipe Machado Magalhães
Pour les articles homonymes, voir Machado et Magalhães.
Nélson Filipe Machado Magalhães est un gardien international portugais de rink hockey. 

## Palmarès
En 2016, il participe au championnat d'Europe.

## Référence
1. ↑  (pt) Convocados